# Scared to Dance
Scared to Dance è l'album di debutto del gruppo scozzese Skids. È stato pubblicato nel 1979.

## Tracce
1. Into the Valley
2. Scared to Dance
3. Of One Skin
4. Dossier (of Fallibility)
5. Melancholy Soldiers
6. Hope and Glory
7. The Saints Are Coming
8. Six Times
9. Calling the Tune
10. Integral Plot
11. Charles
12. Scale

## Formazione

### Gruppo
- Richard Jobson - voce, chitarra
- Stuart Adamson - chitarra, cori
- William Simpson - basso, cori
- Thomas Kellichan - batteria

### Altri musicisti
- Chris Jenkins - chitarra
- David Batchelor - tastiere